# Macchina da caffè espresso

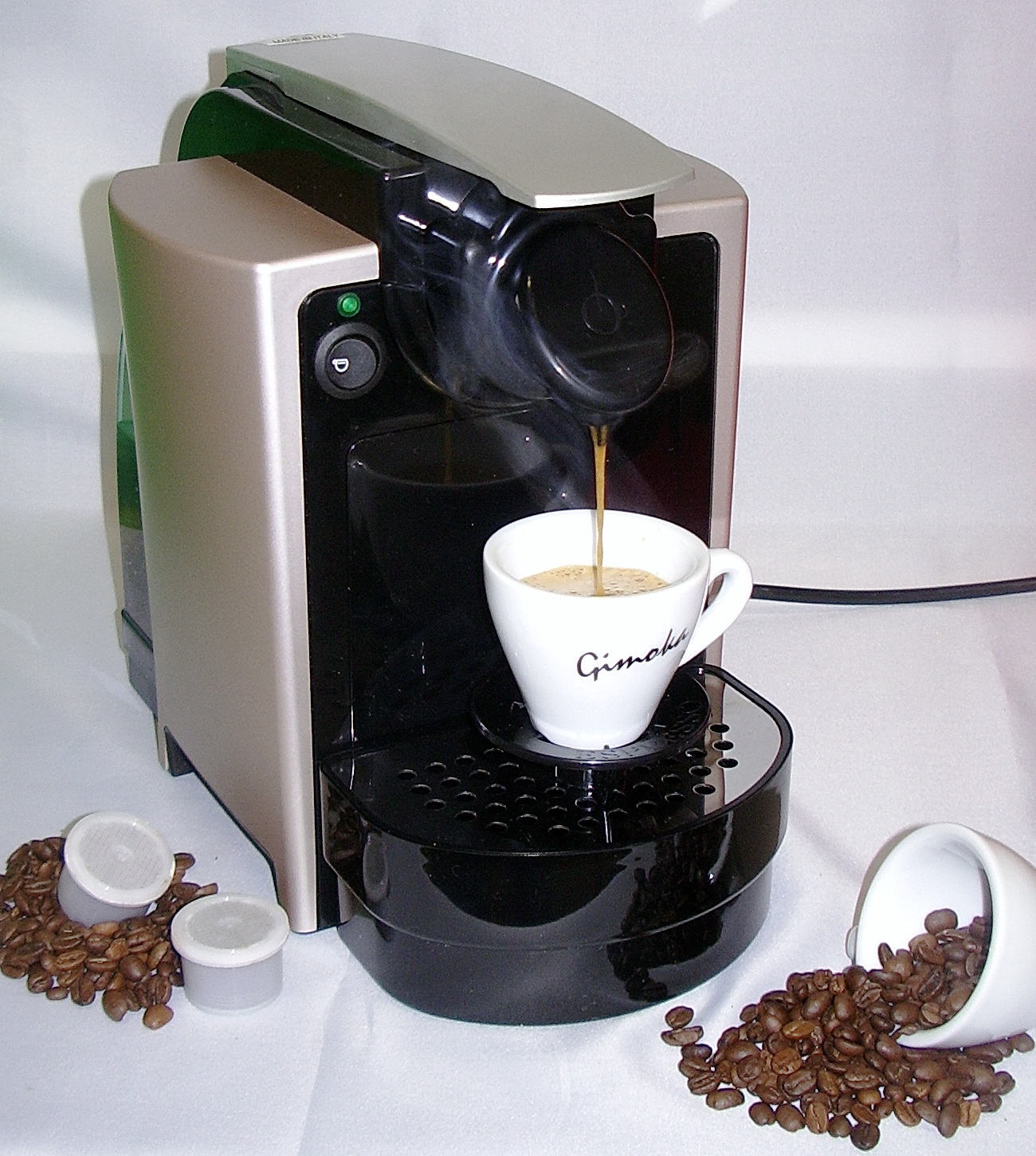
Macchina da caffè espresso casalinga

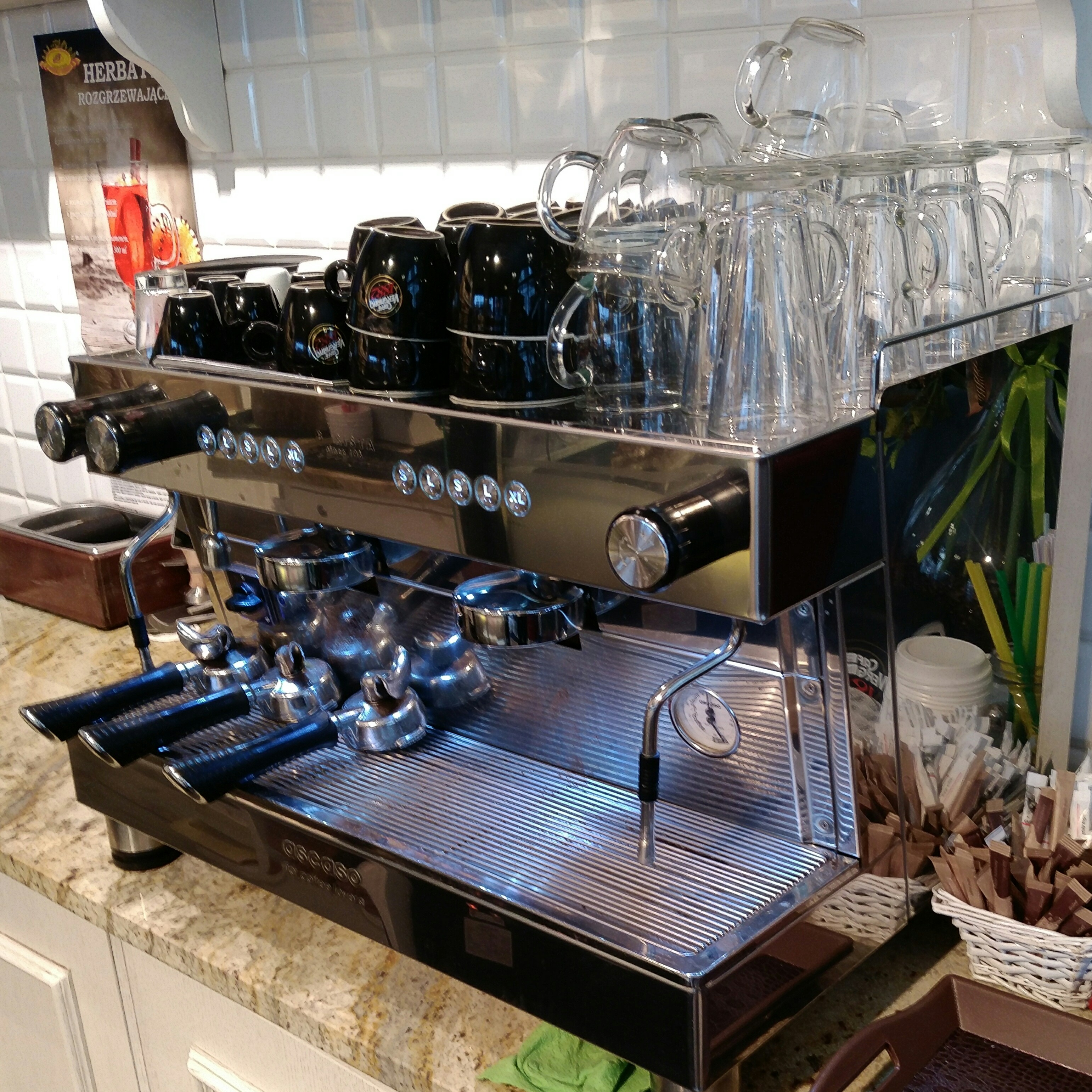
Macchina da caffè espresso professionale

Una macchina da caffè espresso (in Italia anche semplicemente macchina da caffè) è un elettrodomestico per la preparazione semi-automatica del caffè espresso.

## Storia
L'invenzione della moderna macchina da caffè espresso è opera del torinese Angelo Moriondo.
Il 16 Febbraio del 1927 Angelo Torriani depositò il primo brevetto per la fabbricazione industriale di una macchina da caffè espresso alla Camera di Commercio di Milano (trascritto il 19 Maggio dello stesso anno).
Nel 1936 a Milano, Antonio Cremonese depositò il brevetto n. 343 230 con la certificazione del metodo detto "rubinetto a stantuffo per macchina da caffè espresso". Nello stesso anno Antonio Cremonese morì prematuramente e Achille Gaggia, barista presso il locale di famiglia, il bar Achille di Viale Premuda in centro a Milano, acquistò il brevetto dalla vedova, Rosetta Scorza, migliorandolo con brevetti successivi suoi e dando inizio alla produzione industriale della macchina da caffè espresso, dalle caratteristiche tecniche fondamentali ancora oggi immutate.
La diffusione di massa si ebbe a partire dal dopoguerra, sebbene la macchina da caffè come la conosciamo oggi fosse già stata inventata e messa all'uso nel 1902 dal milanese Luigi Bezzera.
Inizialmente diffusa soltanto in bar ed altri esercizi pubblici, iniziò ad imporsi come apparecchio anche domestico a partire dagli anni settanta.

## Caratteristiche
Una macchina da caffè espresso è costituita da: una caldaia, un gruppo di erogazione, una resistenza elettrica, un'elettro-pompa, una lancia per il vapore, un manometro, un sistema di controllo della temperatura ed al suo interno delle componenti elettroniche ed elettriche.
Quelle domestiche sono per la maggior parte costituite da 1 o 2 gruppi erogatori, nei quali vengono poste le tazze, mentre quelle professionali possono arrivare anche a 4 gruppi.
A seconda del modello, ogni macchina da caffè espresso può avere rivestimento esterno in plastica o alluminio.
La preparazione del caffè è relativamente semplice: si riempie il contenitore del gruppo erogatore con la carica (cialda, capsula o caffè macinato), si posiziona la tazza e si aziona il comando di erogazione fino a quando non si è raggiunta la quantità di caffè voluta.